# Karl Haff

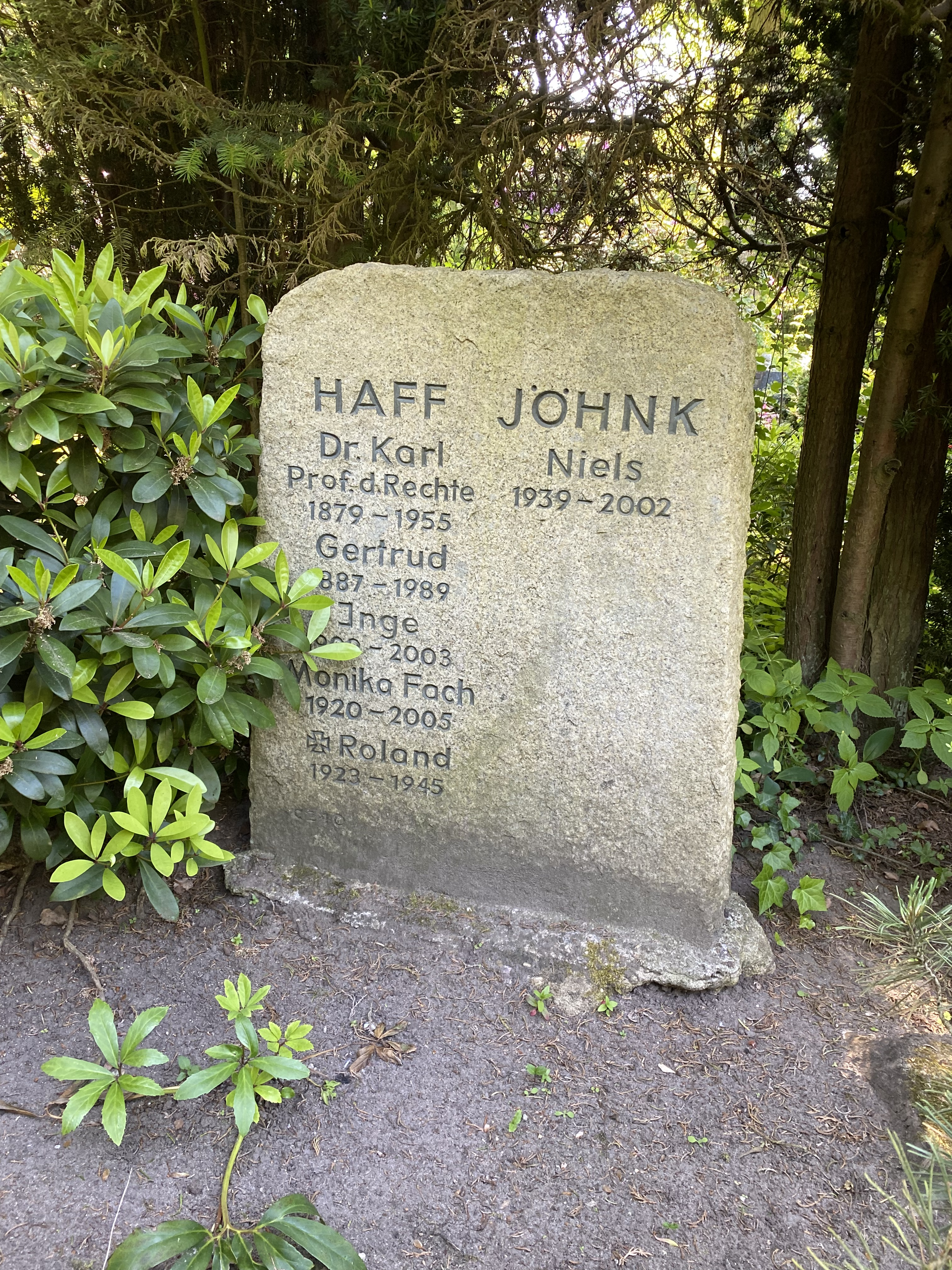
Grabstätte auf dem Friedhof Blankenese

Karl Alois Haff (* 9. April 1879 in Pfronten; † 6. März 1955 in Hamburg) war ein deutscher Rechtswissenschaftler.

## Leben
Nach dem Abitur in Kempten (Allgäu) studierte er Rechtswissenschaften in München, Berlin und Würzburg. Seit dem Studium war er Mitglied der Studentenverbindung Akademischer Gesangverein München im SV. Nach der Promotion 1902 zum Dr. jur. war er von 1905 bis 1907 Assessor in München. Nach der Habilitation 1909 (Deutsches Recht, Bürgerliches Recht) in Würzburg lehrte er dort von 1908 bis 1910 als Privatdozent. Von 1910 bis 1918 war er ao. Professor in Lausanne. Von 1918 bis 1919 war er Professor in Rostock. Von 1919 bis 1955 lehrte er als o. Professor für Bürgerliches Recht, Handelsrecht, Deutsche Rechtsgeschichte und Nordisches Recht an der Universität Hamburg.
Karl Haff starb im Alter von 75 Jahren in Hamburg und wurde auf dem dortigen Friedhof Blankenese beigesetzt.